# Special Olympics Schweiz

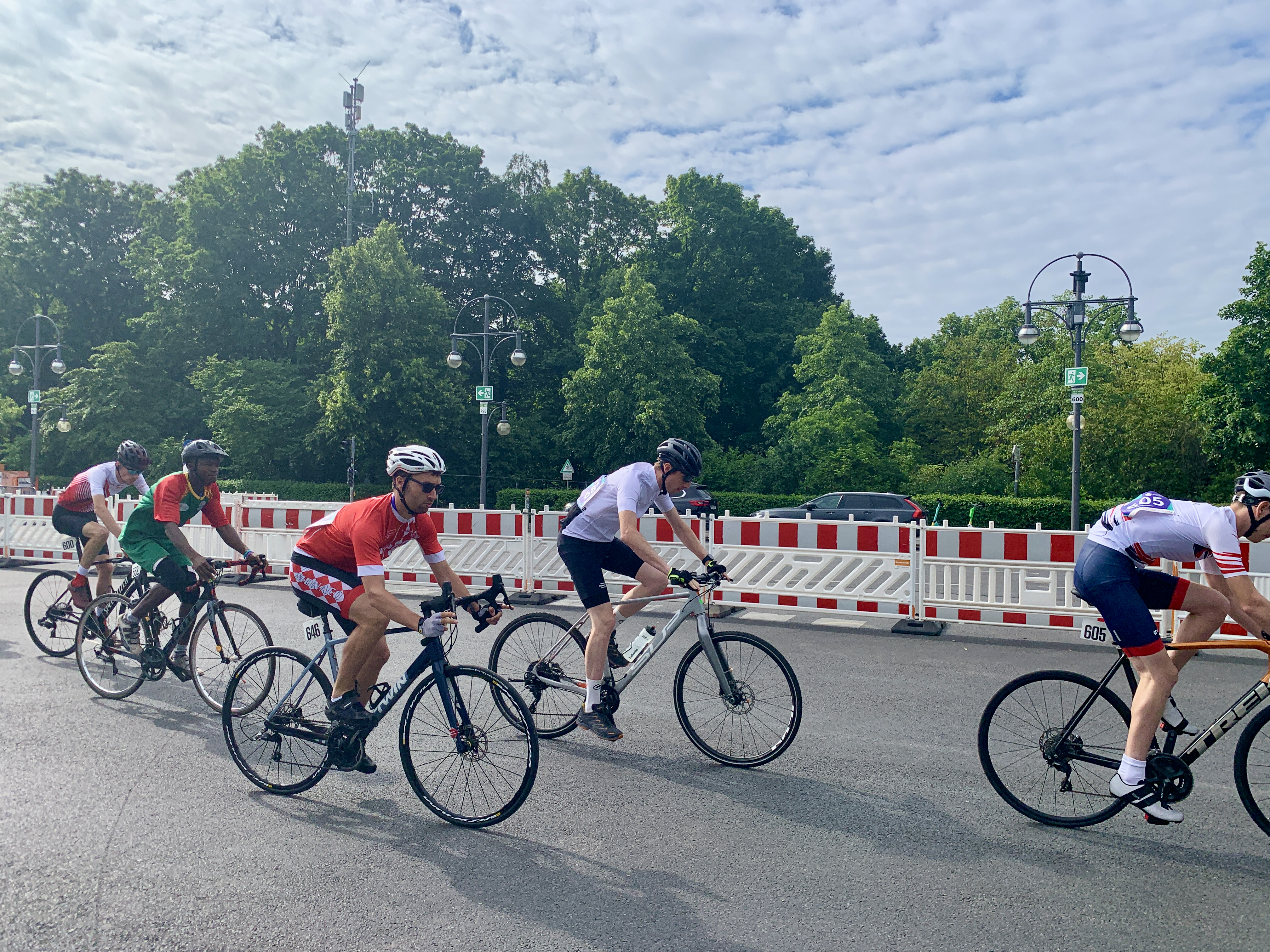
Special Olympics World Summer Games 2023 (Berlin), 10-km-Straßenrennen der Männer H1 (vlnr): Francis Mauro (SO Gibraltar), Etienne Ouedraogo (SO Burkina Faso), Yann Bouvry (SO Monaco), Marco Ebneter (SO Schweiz), James Huntington (SO Great Britain)

Special Olympics Schweiz (englisch: Special Olympics Switzerland) ist der schweizerische Verband von Special Olympics International. Sein Ziel ist die Förderung von Sport für Menschen mit geistiger Beeinträchtigung und die Sensibilisierung der Gesellschaft für diese Mitmenschen. Ausserdem betreut er die schweizerischen Athletinnen und Athleten bei den Special Olympics Wettkämpfen.

## Geschichte
1988 nahmen erstmals Athletinnen und Athleten aus der Schweiz an Wettbewerben von Special Olympics in den USA teil. Die Stiftung Special Olympics Schweiz (SOSWI) wurde am 7. Juni 1995 mit Sitz in Ittigen gegründet.
Seit 2012 hat SOSWI im Stadion Letzigrund in Zürich eines seiner vier Büros, in dem sich die Kommunikations- und Marketingabteilung befinden. Die Stiftung kooperiert im Unified-Programm mit den Sportämtern des Kantons Zürich und der Städte Winterthur und Zürich. Anfang 2022 trugen 13 Vereine aus dem Kanton Zürich das Programm-Label. Im Stadion Etwa 500 Athletinnen und Athleten aus dem Kanton Zürich nehmen regelmäßig an Special Olympics Wettbewerben teil. Im Stadion Letzigrund fanden 2015 die Special Olympics Regional Games statt.
Im Januar 2021 reichte die Stiftung bei Special Olympics die Bewerbung für die Austragung der Special Olympics World Winter Games 2029 ein. Am 18. Juni 2021 erhielt SOSWI den Zuschlag, jedoch unter der Bedingung, dass bis zum 30. September 2022 die Finanzierung durch staatliche Stellen gewährleistet werden müsse.

## Aktivitäten
2019 waren 3362 Athletinnen, Athleten und Unified Partner sowie 944 Trainer bei Special Olympics Schweiz registriert.
Der Verband nahm 2019 an den Programmen Athlete Leadership und Unified Sports teil, die von Special Olympics International ins Leben gerufen worden waren.

### Sportarten
Folgende Sportarten wurden 2022 vom Verband angeboten:
- Basketball (Special Olympics)
- Boccia (Special Olympics)
- Bowling (Special Olympics)
- Eiskunstlauf (Special Olympics)
- Floorball
- Fussball (Special Olympics)
- Golf (Special Olympics)
- Judo
- Leichtathletik (Special Olympics)
- Polysports
- Radsport (Special Olympics)
- Reiten (Special Olympics)
- Schneeschuhlaufen (Special Olympics)
- Segeln (Special Olympics)
- Skilanglauf (Special Olympics)
- Schwimmen (Special Olympics)
- Snowboard (Special Olympics)
- Tennis (Special Olympics)
- Tischtennis (Special Olympics)

### Teilnahme an Weltspielen vor 2020
(Quelle: )
• 2007 Special Olympics World Summer Games, Shanghai, China (60 Athletinnen und Athleten)
• 2009 Special Olympics World Winter Games, Boise, USA (26 Athletinnen und Athleten)
• 2011 Special Olympics World Summer Games, Athen (70 Athletinnen und Athleten)
• 2013 Special Olympics World Winter Games PyeongChang, Südkorea (30 Athletinnen und Athleten)
• 2015 Special Olympics World Summer Games, Los Angeles, USA (70 Athletinnen und Athleten)
• 2017 Special Olympics World Winter Games, Graz-Schladming-Ramsau, Österreich (49 Athletinnen und Athleten)
• 2019 Special Olympics, World Summer Games, Abu Dhabi (65 Athletinnen und Athleten)

### Teilnahme an den Special Olympics World Summer Games 2023 in Berlin
Special Olympics Schweiz beteiligte sich an den Special Olympics World Summer Games 2023. Die Delegation wurde vor den Spielen im Rahmen des Host Town Program von Karlsruhe betreut und bestand aus 108 Personen. Das Team gewann bei diesen Weltspielen 23 Gold-, 21 Silber- und 10 Bronzemedaillen.

### Teilnahme an Weltspielen nach 2023
2025 Special Olympics World Winter Games, Turin, Italien (39 Athletinnen und Athleten)